# Basse-Birmanie

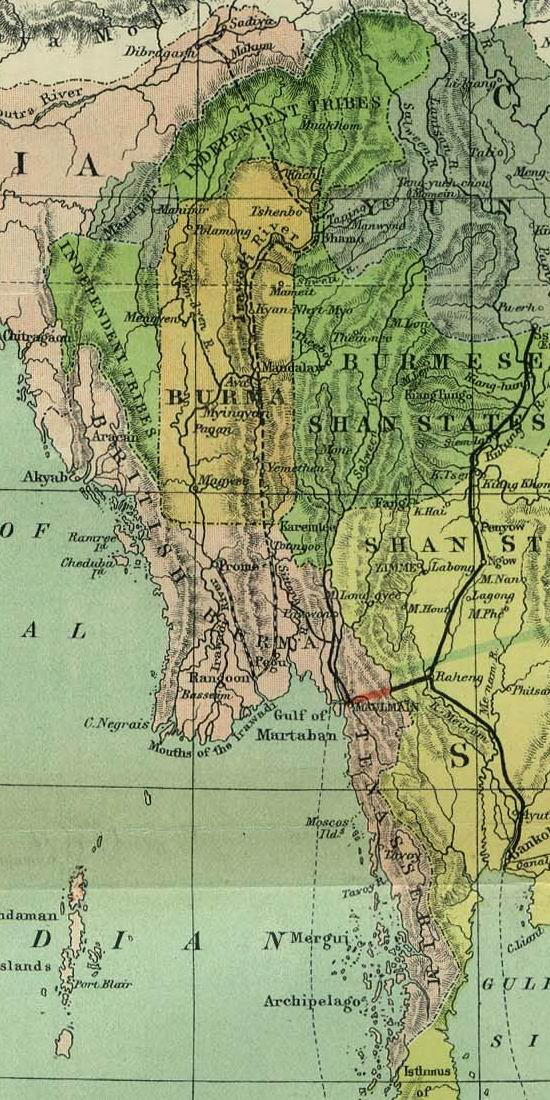
Carte de la Birmanie britannique en 1886 : La Basse-Birmanie est en rose, la Haute-Birmanie en ocre.

L'expression Basse-Birmanie désigne la partie de la Birmanie annexée en 1852 par les Anglais après la deuxième guerre anglo-birmane, à laquelle s'ajoute l'ancien royaume d'Arakan et le territoire du Tenasserim, dont les Anglais avaient pris le contrôle en 1826. Cette région était aussi autrefois appelée « Birmanie britannique ».
La Basse-Birmanie a pour centre Rangoun, l'ancienne capitale de la Birmanie. Elle comprend toute la région côtière du pays ainsi que le bassin inférieur de l'Irrawaddy, y compris la ville de  Prome. 
La Basse-Birmanie est principalement habitée par les Birmans proprement dits, les Karens et les Môns.